# Velika nagrada Buenos Airesa 1958
Velika nagrada Buenos Airesa 1958 je bila prva neprvenstvena dirka Formule 1 v sezoni 1958 in zadnja dirka za Veliko nagrado Buenos Airesa. Odvijala se je 2. februarja 1958 na dirkališču Autódromo Oscar Alfredo Gálvez.

## Dirka
| Poz | Dirkač                       | Dirkalnik          | Krogi | Čas/Odstop |
| --- | ---------------------------- | ------------------ | ----- | ---------- |
| 1   | Juan Manuel Fangio           | Maserati 250F      | 60    | 2.38'47.3" |
| 2   | Luigi Musso                  | Ferrari 246        | 60    | 2.39'56.7" |
| 3   | Carlos Menditeguy            | Maserati 250F      | 59    |            |
| 4   | Giorgio Scarlatti Jean Behra | Maserati 250F      | 57    |            |
| 5   | Jo Bonnier                   | Maserati 250F      | 57    |            |
| 6   | Jose Froilan Gonzalez        | Ferrari-Chevrolet  | 57    |            |
| 7   | Ramón Requejo                | Chevrolet Special  | 56    |            |
| 8   | Marcos Galván                | Ford Special       | 55    |            |
| 9   | Danton Bazet                 | Chevrolet Special  | 54    |            |
| 10  | Asdrúbal Fontes-Bayardo      | Maserati-Chevrolet | 51    |            |
| 11  | Horace Gould                 | Maserati 250F      | 40    |            |
| Ods | Peter Collins                | Ferrari 246        |       |            |
| Ods | Mike Hawthorn                | Ferrari 246        |       |            |
| Ods | Wolfgang von Trips           | Ferrari 246        |       |            |
| Ods | Roberto Bonomi               | Maserati 250F      |       |            |
| Ods | Ken Kavanagh                 | Maserati 250F      |       |            |
| Ods | Stirling Moss                | Cooper T43 Climax  |       |            |
| Ods | Jesús Iglesias               | Chevrolet Special  |       |            |
| Ods | Roberto Miéres               | Maserati 250F      |       |            |